# Halowe Mistrzostwa Świata w Lekkoatletyce 1993 – trójskok mężczyzn
Trójskok mężczyzn – jedna z konkurencji rozgrywanych podczas halowych mistrzostw świata w lekkoatletyce w 1993. Kwalifikacje odbyły się 12 marca, a finał został rozegrany 13 marca.
Do kwalifikacji zgłoszonych zostało 21 zawodników z 14 państw.
Zawody w tej konkurencji wygrał reprezentant Francji Pierre Camara. Drugą pozycję zajął zawodnik z Łotwy Māris Bružiks, trzecią zaś reprezentujący Bermudy Brian Wellman.
Bułgarskiemu trójskoczkowi Nikołajowi Raewowi anulowano wyniki, jak również został jemu odebrany brązowy medal po tym, jak udowodniono u niego stosowanie dopingu.

## Wyniki

### Kwalifikacje
Źródło: 
Grupa A
| Miejsce | Zawodnik           | Państwo           | Podejście | Podejście | Podejście | Wynik | Uwagi |
| Miejsce | Zawodnik           | Państwo           | #1        | #2        | #3        | Wynik | Uwagi |
| ------- | ------------------ | ----------------- | --------- | --------- | --------- | ----- | ----- |
| 1.      | Brian Wellman      | Bermudy           | 17,06     | –         | –         | 17,06 | NR    |
| 2.      | Władimir Mielichow | Rosja             | 13,97     | 17,00     | –         | 17,00 |       |
| 3.      | Yoelbi Quesada     | Kuba              | 16,42     | 16,91     | –         | 16,91 |       |
| 4.      | Gary Johnson       | Stany Zjednoczone | X         | 16,15     | 16,44     | 16,44 |       |
| 5.      | Tyrone Scott       | Stany Zjednoczone | X         | X         | 16,34     | 16,34 |       |
| 6.      | Julian Golley      | Wielka Brytania   | 15,81     | 16,25     | 16,30     | 16,30 |       |
| 7.      | Serge Hélan        | Francja           | 15,59     | 16,13     | 16,25     | 16,25 |       |
| 8.      | Rogel Nachum       | Izrael            | 16,00     | 16,11     | X         | 16,11 |       |
| 9.      | Zeng Lizhi         | Chiny             | 14,65     | –         | –         | 14,65 |       |
| 10.     | Siergiej Bykow     | Ukraina           | X         | X         | X         | NM    |       |

Grupa B
| Miejsce | Zawodnik           | Państwo         | Podejście | Podejście | Podejście | Wynik | Uwagi |
| Miejsce | Zawodnik           | Państwo         | #1        | #2        | #3        | Wynik | Uwagi |
| ------- | ------------------ | --------------- | --------- | --------- | --------- | ----- | ----- |
| 1.      | Māris Bružiks      | Łotwa           | X         | 16,90     | –         | 16,90 |       |
| 2.      | Zou Sixin          | Chiny           | 15,88     | X         | 16,67     | 16,67 |       |
| 3.      | Pargew Grigorjan   | Armenia         | 16,34     | 16,58     | –         | 16,58 | NR    |
| 4.      | Jonathan Edwards   | Wielka Brytania | X         | 16,58     | 14,99     | 16,58 |       |
| 5.      | Pierre Camara      | Francja         | 16,56     | –         | –         | 16,56 |       |
| 6.      | Toussaint Rabenala | Madagaskar      | X         | 16,47     | 16,25     | 16,47 |       |
| 7.      | Audrius Raizgys    | Litwa           | 15,17     | 15,87     | 16,33     | 16,33 |       |
| 8.      | Daniel Osorio      | Kuba            | 15,13     | 16,13     | 16,00     | 16,13 |       |
| 9.      | Wasilij Sokow      | Rosja           | X         | 15,51     | X         | 15,51 |       |
| –       | Armen Martirosjan  | Armenia         | DNS       | DNS       | DNS       | DNS   |       |
| –       | Nikołaj Raew       | Bułgaria        | 16,24     | 15,66     | 16,55     | 16,55 |       |

### Finał
Źródło: 
| Miejsce | Zawodnik           | Państwo           | Podejście | Podejście | Podejście | Podejście | Podejście | Podejście | Wynik | Uwagi |
| Miejsce | Zawodnik           | Państwo           | #1        | #2        | #3        | #4        | #5        | #6        | Wynik | Uwagi |
| ------- | ------------------ | ----------------- | --------- | --------- | --------- | --------- | --------- | --------- | ----- | ----- |
| 01 !    | Pierre Camara      | Francja           | 16,75     | 16,85     | 14,38     | 17,08     | X         | 17,59     | 17,59 | NR    |
| 02 !    | Māris Bružiks      | Łotwa             | 16,81     | 17,24     | X         | 17,17     | 17,36     | X         | 17,36 |       |
| 03 !    | Brian Wellman      | Bermudy           | 16,55     | X         | 17,27     | X         | 16,87     | X         | 17,27 | NR    |
| 4.      | Władimir Mielichow | Rosja             | 16,62     | X         | 17,07     | 17,00     | 16,32     | X         | 17,07 |       |
| 5.      | Yoelbi Quesada     | Kuba              | 16,55     | 16,56     | 16,73     | X         | 16,57     | 17,06     | 17,06 |       |
| 6.      | Jonathan Edwards   | Wielka Brytania   | 14,49     | 16,76     | 13,64     | 15,14     | 16,74     | 15,53     | 16,76 |       |
| 7.      | Toussaint Rabenala | Madagaskar        | 16,60     | 16,53     | 16,74     | X         | 16,24     | 16,68     | 16,74 | NR    |
| 8.      | Pargew Grigorjan   | Armenia           | 15,60     | 16,20     | 16,10     | NQ        | NQ        | NQ        | 16,20 |       |
| 9.      | Gary Johnson       | Stany Zjednoczone | 16,08     | 14,81     | X         | NQ        | NQ        | NQ        | 16,08 |       |
| 10.     | Tyrone Scott       | Stany Zjednoczone | 15,54     | X         | 16,02     | NQ        | NQ        | NQ        | 16,02 |       |
| –       | Zou Sixin          | Chiny             | X         | X         | X         | NQ        | NQ        | NQ        | NM    |       |
| –       | Nikołaj Raew       | Bułgaria          | 16,68     | X         | 16,48     | 17,22     | 17,27     | X         | 17,27 |       |